# Seleção Salvadorenha de Handebol Masculino
A Seleção Salvadorenha de Handebol Masculino é a equipe que representa El Salvador nas competições internacionais de handebol organizadas pela Confederação Sul e Centro Americana de Handebol (SCAHC), pela Federação Internacional de Handebol (IHF) e pelo Comitê Olímpico Internacional (COI), e é governada pela Federación Salvadoreña de Balonmano.

## Histórico
A Federação Salvadorenha de Handebol é membro da IHF desde 1999 . Em nível continental, foi integrante da Federação Pan-Americana de Handebol. Desde a divisão em duas associações, faz parte da SCAHC.
A equipe ainda não se classificou para um grande torneio.

## Competições

### Jogos Centro-Americanos
| Ano                      | Fase                | Posição | JG | V | E | D | GF  | GS  | DF  |
| ------------------------ | ------------------- | ------- | -- | - | - | - | --- | --- | --- |
| Cidade da Guatemala 2001 | Disputa do 7º lugar | 4º      | 3  | 0 | 0 | 3 | -   | -   | -   |
| Cidade do Panamá 2010    | Fase única          | 2º      | 4  | 2 | 0 | 2 | 94  | 94  | 0   |
| San José 2013            | Fase única          | 5º      | 4  | 0 | 1 | 3 | 110 | 137 | -27 |
| Manágua 2017             | Fase única          | 5º      | 4  | 0 | 0 | 4 | 78  | 105 | –27 |

### Jogos Centro-Americanos e do Caribe
| Ano               | Fase                      | Posição | JG | V | E | D | GF  | GS  | DF  |
| ----------------- | ------------------------- | ------- | -- | - | - | - | --- | --- | --- |
| Mayagüez 2010     | Decisão do 5º ao 7º lugar | 7º      | 4  | 0 | 0 | 4 | 91  | 152 | -61 |
| San Salvador 2023 | Disputa do 7º lugar       | 8º      | 5  | 0 | 0 | 5 | 123 | 187 | −64 |

### Campeonato das Nações Emergentes da América do Sul e Central da IHF
| Ano  | Fase                  | Posição | JG | V | E | D | GF  | GS  | DF  |
| ---- | --------------------- | ------- | -- | - | - | - | --- | --- | --- |
| 2018 | Torneio de Consolação | 9º      | 5  | 2 | 0 | 3 | 129 | 174 | -45 |